# تشارلز كليمنت جونستون
تشارلز كليمنت جونستون (بالإنجليزية: Charles Clement Johnston)‏ (و. 1795 – 1832 م) هو سياسي، ومحام من الولايات المتحدة الأمريكية .